# Shehnai
La shehnai, shana ou shahnâi est un instrument de musique à anche double, comme le hautbois, rustique, de l'Inde. Il est très apprécié, car auspicieux. On le retrouve sous le nom mwâli (au Népal), sharnai (au Pakistan), mahurî et mohorî (au Bengale et en Orissa), sundari et sundrî (au Maharashtra) et swarnai (au Cachemire). Il serait peut-être dérivé d'un ancien instrument appelé mahvarî.
Il ressemble fort au kuzhal du Kerala, au sud, où il est joué dans les temples dans la musique kshetram vâdyam mais il ne faut pas le confondre avec le nâgasvaram de l'Inde du sud, beaucoup plus grand.

## Facture
Il est en bois et a une perce conique de 50 cm de long. Il a une anche double.
Il existe une variété sans trou qui sert de bourdon et qu'on appelle sur.

## Jeu
Les huit trous sont bouchés non pas avec la pulpe des doigts, mais avec les deuxièmes phalanges. Le souffle continu est utilisé surtout pour les instruments bourdons. Les anches sont pincées entre les lèvres.
Il se joue en ensemble de plusieurs shehnais (naubat) avec une petite percussion double, le khurdak. Il est toujours joué par les musulmans et toujours à l'occasion de tous les mariages hindous ou musulmans. Il est devenu récemment un instrument solo pour la musique indienne classique.
Bismillah Khan en était le maître incontesté.

## Source
- (en) S. Sadie, The New Grove Dictionnary of Musical Instruments, London, Macmillan, 1985.